# 金子聖輝
金子 聖輝（かねこ まさき、1997年10月23日 - ）は、日本の男子バレーボール選手。

## 来歴
4歳年上の姉の影響でバレーボールを始める。中学時代から全国大会優勝やJOC（全国都道府県対抗中学バレーボール大会）の代表にも2年生から入るなど活躍。高校進学時には多数の学校からオファーがあったが、東福岡高校に進学。1年生からエースとしてチームを引っ張り、2年生では高校3冠を達成、3年生ではキャプテンに就任し、チームを春高バレー連覇に導く。
卒業後はJTサンダーズに入部し、同時にアウトサイドヒッターからセッターに転向。

## 経歴
- 全日本ユース代表
  - アジアユース選手権 - 2014年（銀メダル）[3][4]
- 全日本U-23代表
  - アジアU-23選手権 - 2019年（銀メダル）

## 所属チーム
- 福岡市立香椎第三中学校
- 東福岡高校
- JTサンダーズ広島/広島サンダーズ (2016年-)